# 瓦伊恩市镇
瓦伊恩市镇（丹麥語：Vejen Kommune）是丹麥的一個市镇，位於日德蘭半島中部，屬南丹麥大區。面積814.36平方公里，2009年人口42,807人。行政中心为瓦伊恩。
2007年1月1日由原瓦伊恩和布勒魯普、霍爾斯泰茲、勒津三個市镇合併而成。